# سن استخوانی

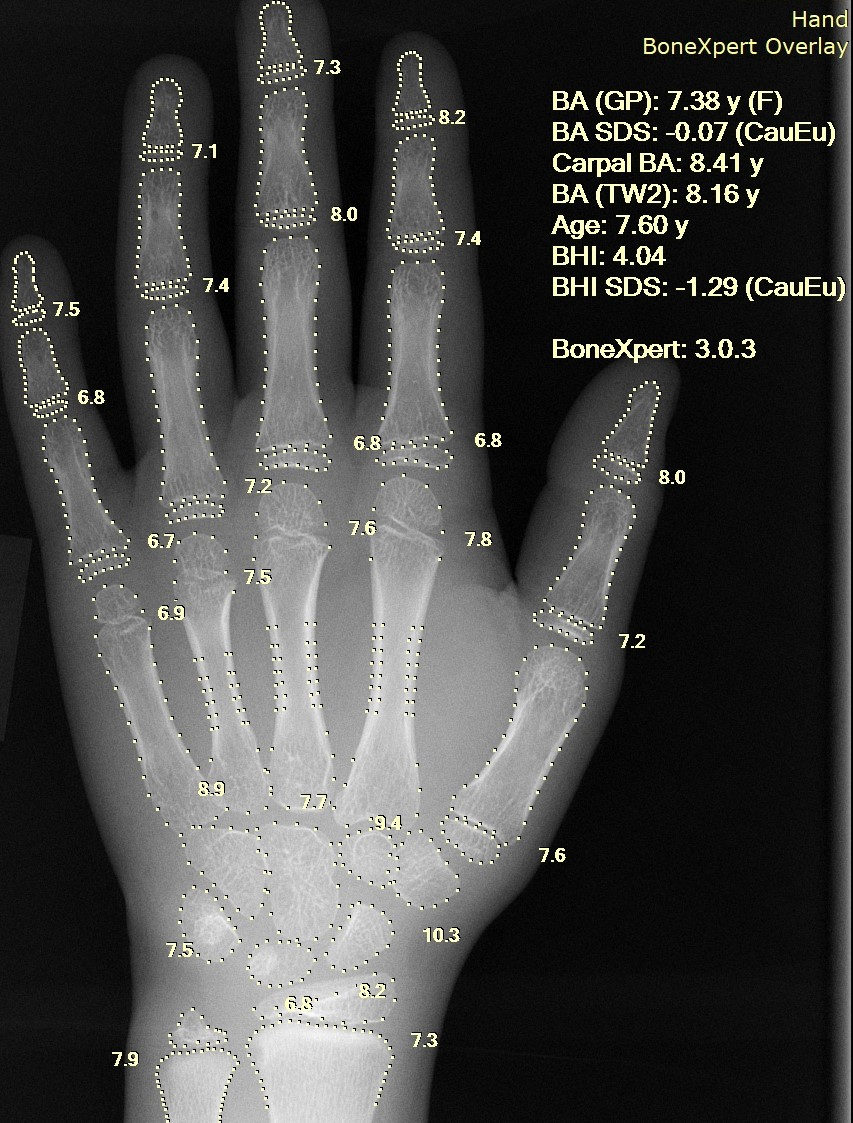
گرافی ساده از دست یک دختر ۷.۶ ساله با محاسبه اتوماتیک سن استخوانی.

سن استخوانی (انگلیسی: Bone age) به معنای میزان رشد استخوان‌های یک کودک است. سن استخوانی می‌تواند برای برخی کودکان بیشتر و برای برخی کمتر از سن واقعی باشد و لزوماً به معنای بیماری نیست؛ گرچه تفاوت بیشتر از یک الی دو سال میان این دو عدد می‌تواند نتیجه اخلال در فرایند رشد باشد و نیازمند پیگیری‌های درمانی، پیش از بسته شدن صفحه‌های استخوانی است.